# Еллідаей
Еллідаей (ісл. Elliðaey) — третій за величиною острів архіпелагу Вестманнові острови, з площею 0,45 квадратних кілометрів. Розташований в північно-східній частині архіпелагу, що знаходиться на півдні Ісландії. На найвищій точці підіймається до 114 метрів над рівнем моря. На острові постійне населення відсутнє.
У XVIII ст. на острові поселилися п'ять сімей. Вони займалися риболовлею, випасали худобу, полювали на іпаток атлантичних. З часом проживання на острові стало невигідним, тому до 1930-х років останні мешканці залишили острів. Після цього острів використовується для випасу овець та випасу овець.
На острові є тільки один будинок, який у 1953 році побудувало мисливське товариство і використовується для членів товариства під час полювання. Будинок не електрифікований, є сауна, для якої використовується дощова вода.
Острів має заповідний статус, відвідувати його без обмежень можуть тільки члени мисливського товариства. Інші люди можуть його відвідувати у складі туристичних груп, діставшись на човнах з сусіднього острова Геймаей.